# Nirvan Mullick
Nirvan Mullick est un réalisateur, scénariste, directeur de la photographie et producteur indien né le 8 avril 1975 en Inde.

## Filmographie
- 2002 : The Box Man
- 2003 : Willard
- 2003 : The Three of US
- 2007 : The 1 Second Film

## Récompenses
AFI Fest
- - 2002 : Prix de l'audience et du court métrage pour The Box Man

Cinequest San Jose Film Festival
- - 2003 : Prix du meilleur court métrage animé pour The Box Man

Cleveland International Film Festival
- - 2003 : Prix du meilleur court métrage animé pour The Box Man

New York Expo of Short Film
- - 2002 : Meilleur début pour The Box Man

Temecula Valley International Film Festival
- - 2003 : Prix du Jury et du public pour The Box Man